# Latarnia morska Bass Rock
Latarnia morska Bass Rock – latarnia morska położona na wysepce Bass Rock położonej w zatoce Firth of Forth oddalonej od brzegu o około 2 kilometry. Najbliższą miejscowością jest North Berwick. Latarnia wraz z sąsiadującymi budynkami została wpisana w 1971 roku na listę zabytków kategorii A Historic Scotland pod numerem 14738. Obiekt znajduje się także na liście Royal Commission on the Ancient and Historical Monuments of Scotland pod numerem NT68NW 3.
Latarnia zaprojektowana i zbudowana przez Davida Alan Stevenson została oddana do użytku w 1903 roku. Została zbudowana na ruinach XIII wiecznego zamku.
Latarnia została zelektryfikowana i zautomatyzowana w 1988 roku.